# Icasa EC
Icasa EC was een Braziliaanse voetbalclub uit Juazeiro do Norte, in de deelstaat Ceará.

## Geschiedenis
De club werd opgericht als Icasa EC in 1963. In 1992 werd de club staatskampioen. In 1998 ging de club failliet. Intussen bestaat er een club met een gelijkaardige naam, ADRC Icasa. 

## Erelijst
Campeonato Cearense
1992